# نافچ
نافچ یکی از شهرهای شهرستان شهرکرد در استان چهارمحال و بختیاری است.

## جمعیت
بر پایه سرشماری عمومی نفوس و مسکن در سال ۱۳۹۵ جمعیت این شهر ۸۰۵۹ نفر (در ۱٬۱۹۲ خانوار) بوده‌است.

## جغرافیا
شهر نافچ در ۱۲کیلومتری شهرکرد واقع شده و یکی از شهرهای ورزشی شهرستان شهرکرد به‌شمار می‌آید.
ارتقای نافچ به شهر در تاریخ ۲ شهریور ۱۳۷۹ تصویب شد و این تصویب‌نامه در تاریخ ۱۳۷۹٫۶٫۲۰ به تأیید ریاست‌جمهوری وقت رسید.
فضای این شهر مزین شده به صحن سید علی اکبر از نوادگان جعفر صادق می‌باشد. در این شهر عالمانی همچون علامه محمدحسن قلزم زندگی می‌کرده‌اند.

## در قدیم
فرهنگ جغرافیایی ایران، ج۱۰، ص۱۹۴ می‌نویسد: «نافِچ دهی است از دهستان لار بخش حومهٔ شهرستان شهرکرد، در ۱۲هزارگزی شمال‌غربی شهرکرد و متصل به راه عمومی سامان به شهرکرد در منطقهٔ کوهستانی معتدل هوایی واقع است و ۱۷۷۳ تن سکنه دارد. آبش از قنات است و محصولش غلات، شغل اهالی زراعت و دامپروری و از صنایع دستی آن قالی‌های بختیاری است. در فصل تابستان با ماشین می‌توان به آن‌جا رفت. در سال‌های اخیر که این ده به شهر تبدیل شده پیشرفت‌های فراوانی در آن صورت گرفته‌است.